# Liste der Bodendenkmäler in Lohmar
Die Liste der Bodendenkmäler in Lohmar enthält die denkmalgeschützten unterirdischen baulichen Anlagen, Reste oberirdischer baulicher Anlagen, Zeugnisse tierischen und pflanzlichen Lebens und paläontologischen Reste auf dem Gebiet der Stadt Lohmar im Rhein-Sieg-Kreis in Nordrhein-Westfalen (Stand: November 2018). Diese Bodendenkmäler sind in Teil B der Denkmalliste der Stadt Lohmar eingetragen; Grundlage für die Aufnahme ist das Denkmalschutzgesetz Nordrhein-Westfalen (DSchG NRW).
| Bild | Bezeichnung                               | Lage                         | Beschreibung | Bauzeit | Eingetragen seit | Denkmal- nummer |
| ---- | ----------------------------------------- | ---------------------------- | ------------ | ------- | ---------------- | --------------- |
|      | Eisenzeitliches Grabhügelfeld             | Lohmar Lohmarer Wald         |              |         |                  | 1               |
| BW   | Befestigungsanlage Neuhonrath, Grünenborn | Honrath Karte                |              |         |                  | 2               |
| BW   | Zweiteilige Wasserburganlage              | Scheiderhöhe Haus Sülz Karte |              |         |                  | 3               |
| BW   | Geschützstellung V-1 Feuerstellung        | Lohmar Karte                 |              |         |                  | 4               |
| BW   | Durbuscher Landwehr                       | Honrath Karte                |              |         |                  | 5               |
| BW   | Bergbaugebiet Grube Volta                 | Honrath Karte                |              |         |                  | 6               |